# چابال نگانها
چابال نگانها (به لاتین: Tchabal Nganha) یک کوه در کامرون است. چابال نگانها ۱٬۹۲۷ متر بالاتر از سطح دریا واقع شده‌است.